# سیارک ۳۵۱۶
سیارک ۳۵۱۶ (به انگلیسی: 3516 Rusheva، نامگذاری:1982UH7) سه هزار و پانصد و شانزدهمین سیارک کشف شده‌است که در ۲۱ اکتبر ۱۹۸۲ کشف شد.
قدر مطلق سیارک برابر ۱۲٫۲۰ است.